# Erasmus din Rotterdam

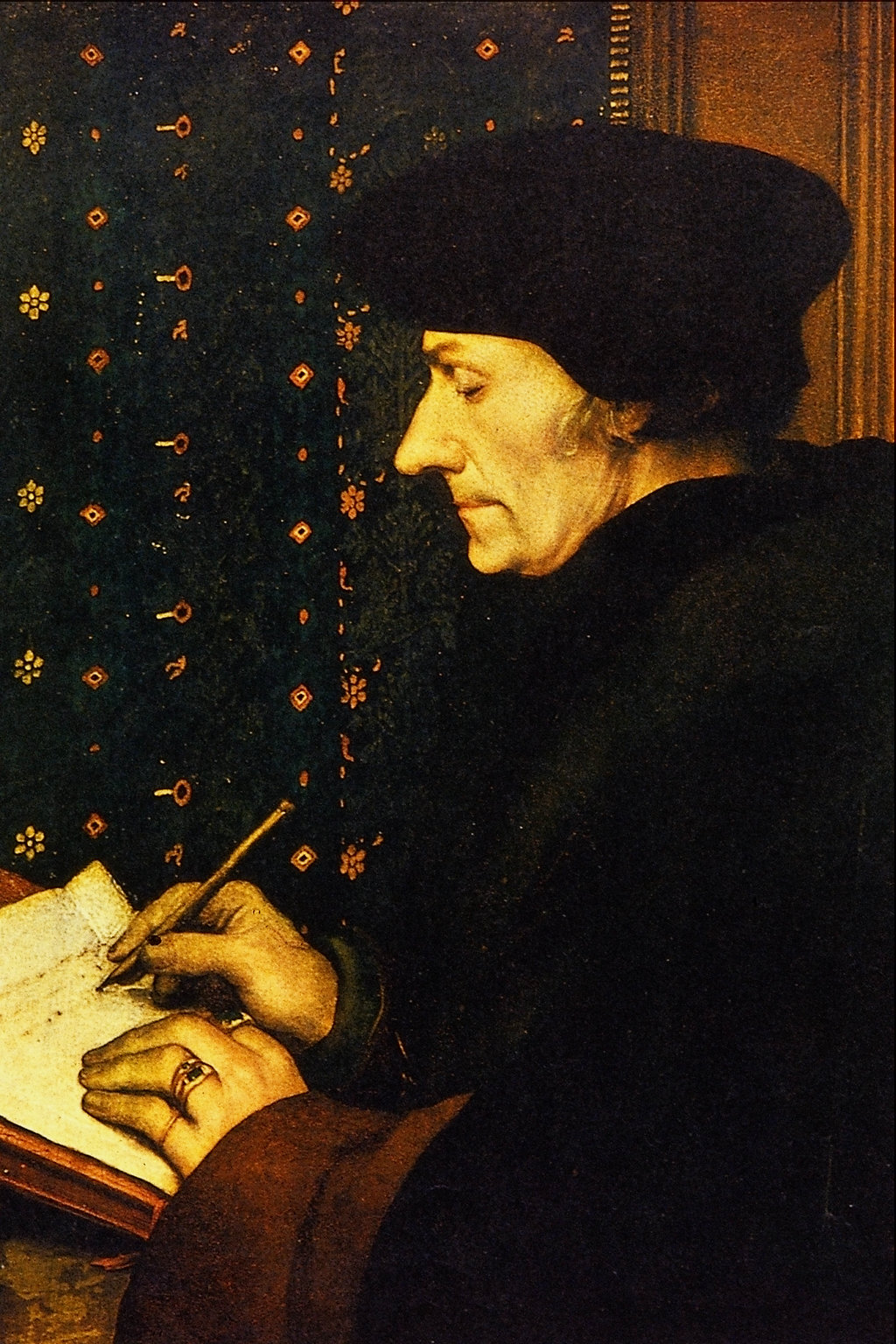
Erasmus din Rotterdam - portret de Hans Holbein (Tânărul)

Erasmus (Desiderius) din Rotterdam (n. 28 octombrie 1466, Rotterdam, Țările de Jos – d. 12 iulie 1536, Basel, Cantonul Basel-Oraș, Elveția) a fost un teolog și erudit neerlandez, unul din cei mai însemnați umaniști din perioada Renașterii și Reformei din secolele al XV-lea și al XVI-lea, numit de Stefan Zweig drept „primul european conștient”. Pentru faptul că a criticat stările de fapt neconforme din Biserica Catolică a timpului său, a fost considerat precursor al reformei religioase, deși el însuși nu a aderat la protestantism, preconizând în mod consecvent spiritul de toleranță religioasă.
Poporul olandez i-a urât timp de secole pe Spinoza și Erasmus, azi ei sunt fala națiunii.

## Biografie
Fiu nelegitim al preotului Roger Gerard, Erasmus frecventează școlile severe ale ordinelor monahale din Deventer și s'Hertogenbosch, iar după moartea tatălui său, intră în mănăstirea ordinului augustinian din Steyn, în apropierea orașului Gouda. După ce a devenit preot în anul 1492, lucrează ca secretar al episcopului din Cambrai, care îl trimite la Paris, unde începe studiul teologiei și filozofiei scolastice. În acest timp, dezvoltă tot mai mult o atitudine critică față de rigiditatea dogmelor religioase și obține dispensa de viață în mănăstire, consacrându-se studiului limbii și filozofiei grecești clasice. Începând din anul 1499, întreprinde numeroase călătorii în Franța, Anglia, Italia și Elveția unde intră în contact cu cele mai importante centre și personalități culturale ale timpului, ține lecții și conferințe, are posibilitatea să studieze vechi manuscrise. În Anglia cunoaște pe Thomas Morus și predă la Universitatea din Cambridge, în Italia devine prieten cu tipograful și editorul venețian Aldo Manuzio iar Universitatea din Torino îi decernează titlul de Doctor în Teologie. În anii 1514-1521 trăiește în Basel (Elveția), părăsește însă orașul în timpul reformei lui Ulrich Zwingli, revine mai târziu la Basel, unde își sfârșește zilele la 12 iulie 1536.

Originalul operei "Elogiul nebuniei"

## Opera
Erasmus s-a aplecat în cea mai mare parte a operelor sale asupra problemelor religioase. A devenit cunoscut în anul 1500, cu "Collectanea adagiorum", o colecție de proverbe și zicale latine și din Biblie. În 1503 a publicat "Enchiridion militis christiani" („Manualul combatantului creștin”). Opera cea mai importantă este "Encomium moriae" sau "Laus Stultitiae" („Elogiul nebuniei”, 1509), scriere dedicată lui Thomas Morus, o satiră la adresa teologiei scolastice, imoralității clerului și a curiei catolice, în același timp apologie a „nebuniei” adevăratului creștin, care în pofida tuturor avantajelor își dedică viața credinței. Erasmus înțelege credința creștină ca o acceptare nedemonstrabilă - împotriva și mai presus de necesitatea oricărei rațiuni - a lui Dumnezeu devenit om, care moare pentru mântuirea oamenilor și care învie din morți prin el însuși. Pentru aceasta trebuie schimbată formația clasică a teologilor și literaților, lipsiți de sensibilitatea cerută de scriptura biblică. Aceste lucrări, în care Erasmus trimite la studiul izvoarelor originare ale creștinismului, au făcut să fie considerat deschizător de drum al reformei protestante, deși el a rămas tot timpul un catolic consecvent, cu toată apropierea de pozițiile teoretice reformiste. Atacurile sale împotriva erorilor autorităților ecleziastice și superstițiilor i-au adus învinuirea de protestantism din partea Statelor Papale, Erasmus își ilustrează însă clar poziția ideologică în opera "De Libero Arbitrio" (1524), care conține o critică severă a concepțiilor lui Martin Luther asupra lipsei de libertate a deciziilor omului, admițând însă necesitatea unei înnoiri a moravurilor bisericești.

Erasmus în camera sa de studiu - Gravură de un maestru necunoscut

În anii 1517-1524 traduce în limba latină ("Novum instrumentum omne") versiunea greacă a Noului Testament, traducere însoțită de comentarii critice, superioară ca stil și fidelitate în comparație cu Vulgata (Versiunea latină oficială a Bibliei) aflată în circulație. Această traducere i-a servit și lui Luther ca bază pentru transcrierea în limba germană a Bibliei.
Lupta lui Erasmus împotriva ignoranței, superstițiilor și structurilor autoritare tradiționale a fost caracterizată prin convingerile sale umaniste, în special prin credința în necesitatea libertății spirituale. Cu toate că după moartea sa, în perioada Contrareformei, operele sale au fost înscrise pe Indexul cărților interzise prin hotărârile Conciliului de la Trento (1545-1563), Erasmus a exercitat - ca figură centrală a umanismului - o mare influență asupra istoriei culturii europene.

### Alte lucrări
- "De Ratione Studii", ("Despre rațiunea învățării", 1511)
- "Institutio principis christiani", ("Educația principilor creștini", 1517)
- "Querela pacis", ("Plângerea păcii", 1517)
- "Colloquia familiaria", ("Convorbiri familiare", 1518)
- "Dialogus Ciceronianus", ("Dialogul Ciceronian", 1528)
- "De Pueris Satim ac Liberaliter Instituendis", ("Despre educația suficientă și liberă a copiilor", 1529)
- "De puritate ecclesiae christianae", ("Despre puritatea Bisericii creștine", 1536)
- "Despre război și pace", (București: Incitatus, 2001)

### Citate
- "Dulce bellum inexpertis" (Războiul pare frumos numai celor neștiutori, Erasmus)

- "Maxime peccantes, quia nihil peccare conatur" (Cine nu îndrăznește să păcătuiască, comite cel mai mare păcat, Erasmus)

## Note

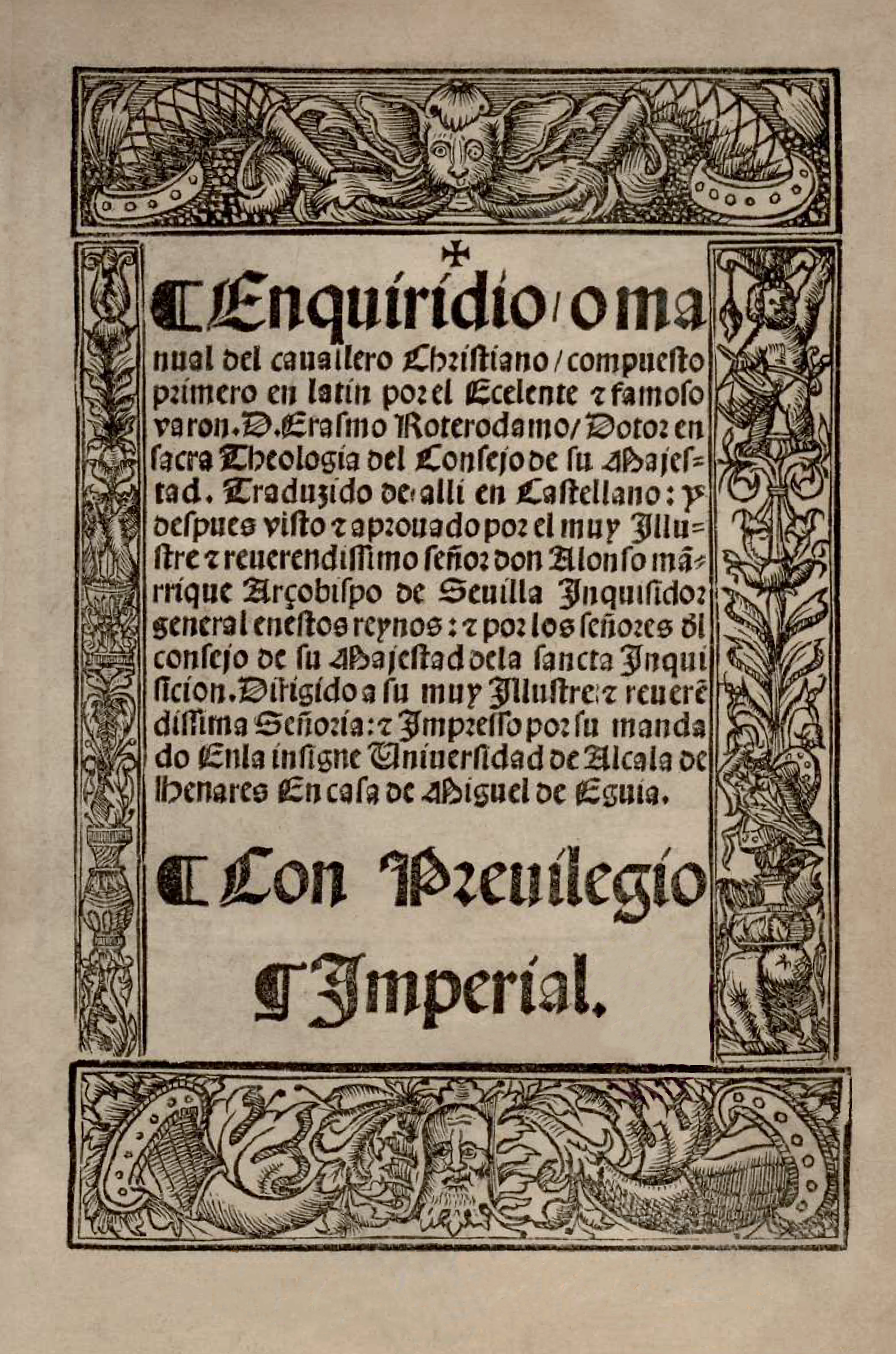
Enchiridion militis Christiani (1503).